# Hoel

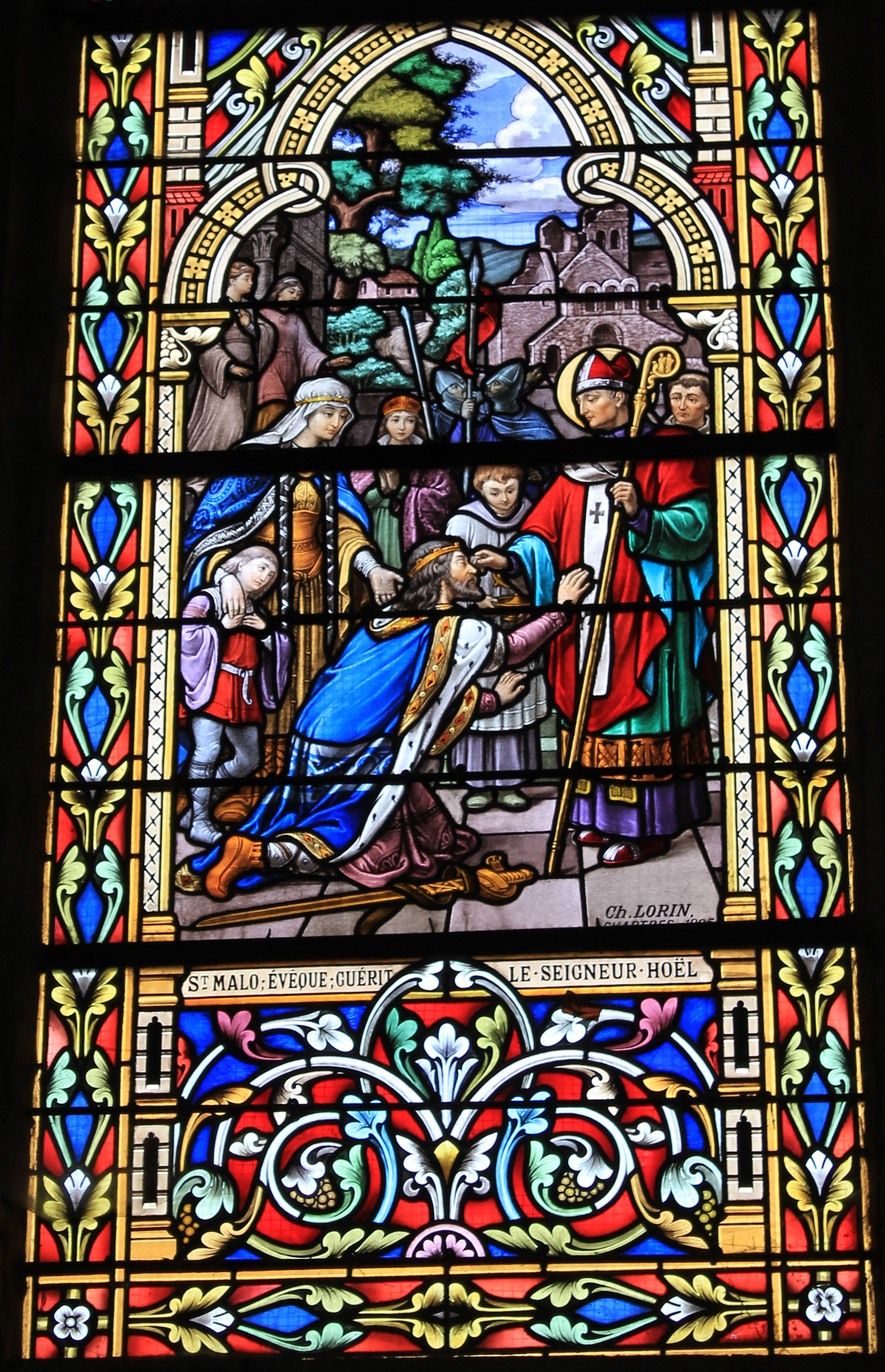
Hoel e San Malo in una finestra di vetro colorato a Réguiny, in Bretagna

Hoel o Hoel Mawr (in bretone, Hoel il grande) è un leggendario re di Bretagna, citato nella Historia Regum Britanniae di Goffredo di Monmouth e nelle successive leggende del ciclo arturiano.
Le agiografie bretoni lo considerano il consorte di santa Pompea, e il padre di Tugdual di Tréguier, Hoël II, santa Sève e san Leonorio.

## Leggenda
Goffredo di Monmouth lo presenta come il figlio di una delle sorelle di Re Artù e di Budic II, re di Armorica. Alla chiamata di suo zio assalito dai Sassoni, dagli Scozzesi e dai Pitti, Hoel radunò 15.000 uomini e sbarcò a Southampton, dove Artù lo ricevette con tutti gli onori. 
Il suo esercito assisté Artù nella battaglia di Dubglas, l'assedio di Caer Ebrauc (York) e la battaglia di Cat Celidon Coit. Fu poi assediato a sua volta al castello di Dumbarton ("Caer-Brithon"). Si dice anche che Hoel sia stato alla Battaglia del monte Badon prima di conquistare la Francia per Artù. Infine, tornato in Bretagna, fu aiutato da Tristano nella soppressione di una guerra civile.
Hoel fu infine trasformato in "Sir Howel", e fu incluso tra i Cavalieri della Tavola Rotonda. Appare anche in fonti gallesi medievali come Il Sogno di Rhonabwy, Geraint ed Enid e Peredur, figlio di Efrawg.
Hoel è stato successivamente associato alla leggenda di Tristano e Isotta da poeti come Béroul e Tommaso d'Inghilterra. In queste storie, Hoel è il duca di Bretagna e il padre della moglie non amata di Tristano. Hoel accoglie Tristano quando il giovane cavaliere è stato bandito dal regno di Marco di Cornovaglia, e Tristano in seguito lo aiuta in battaglia e diventa subito amico di suo figlio Kahedin e sua figlia Isotta. Tristano si convince a sposare Isotta, soprattutto perché condivide il nome del suo primo amore, Isotta d'Irlanda. Nelle prime versioni della storia, Tristano rimane nella terra di Hoel finché non muore di veleno pochi minuti prima che Isotta d'Irlanda arrivi a curarlo. Il Tristano in prosa fa invece tornare l'eroe in Gran Bretagna e al suo primo amore, non rivedendo mai più sua moglie. Questa versione fu seguita dal ciclo post-vulgata e da La morte di Artù di Thomas Malory.